# Lijst van weg- en veldkapellen in Drenthe
Dit is een onvolledige lijst van veldkapellen in de provincie Drenthe. Veldkapellen komen vooral in het zuiden van Nederland voor en werden dikwijls gebouwd ter verering van een heilige. In andere delen van Nederland zijn ze zeldzamer.
| Kapel                                      | Adres     | Plaats                                      | Bouwperiode | Architect | Foto |
| ------------------------------------------ | --------- | ------------------------------------------- | ----------- | --------- | ---- |
| Mariakapel                                 | Heidelaan | Emmen                                       | 1946        |           |      |
| Onze-Lieve-Vrouw Hertogin van Drenthekapel | Kerkplein | Emmer-Compascuum, dorp in de gemeente Emmen | 1951        | H.J. Bakx |      |